# Commissario europeo per la fiscalità e l'unione doganale, gli audit e la lotta antifrode
Il commissario europeo per la fiscalità e l'unione doganale è un membro della Commissione europea. L'attuale commissario preposto a tale incarico è il polacco Piotr Serafin, in carica dal 1° dicembre 2024 nell'ambito della Commissione von der Leyen II.

## Competenze
Fino al 2010 questo commissario aveva competenze limitate alla fiscalità e all'unione doganale, non agli audit e alla lotta antifrode.
Al Commissario per la fiscalità e l'unione doganale, gli audit e la lotta antifrode fa capo la Direzione Generale per la fiscalità e l'unione doganale, attualmente diretta dal greco Gerassimos Thomas. 

## Il commissario attuale
L'attuale commissario è Piotr Serafin.

## Cronologia
|    | Commissario            | Nazionalità | Commissione                  | Durata           | Incarico                                                               |
| -- | ---------------------- | ----------- | ---------------------------- | ---------------- | ---------------------------------------------------------------------- |
| 1  | Henri François Simonet | Belgio      | Commissione Ortoli           | 1973 - 1977      | Fiscalità ed Energia                                                   |
| 2  | Finn Olav Gundelach    | Danimarca   | Commissione Ortoli           | 1973 - 1977      | Mercato Interno ed Unione Doganale                                     |
| 3  | Richard Burke          | Irlanda     | Commissione Jenkins          | 1977 - 1981      | Fiscalità ed Unione Doganale, Trasporti e Tutela dei Consumatori       |
| 4  | Christopher Tugendhat  | Regno Unito | Commissione Thorn            | 1981 - 1985      | Bilancio e Controllo Finanziario, Istituzioni Finanziarie e Fiscalità  |
| 5  | Arthur Cockfield       | Regno Unito | Commissione Delors I         | 1985 - 1989      | Mercato Interno, Unione Doganale, Fiscalità ed Istituzioni Finanziarie |
| 6  | Christiane Scrivener   | Francia     | Commissione Delors II        | 1989 - 1993      | Fiscalità e Unione Doganale                                            |
| 7  | Christiane Scrivener   | Francia     | Commissione Delors III       | 1993 - 1995      | Fiscalità, Unione Doganale e Protezione dei Consumatori                |
| 8  | Mario Monti            | Italia      | Commissione Santer           | 1994 - 1999      | Mercato Interno, Fiscalità e Unione Doganale                           |
| 9  | Frits Bolkestein       | Paesi Bassi | Commissione Prodi            | 1999 - 2004      | Mercato Interno, Fiscalità e Unione Doganale                           |
| 10 | László Kovács          | Ungheria    | Commissione Barroso I        | 2004 - 2010      | Fiscalità e Unione Doganale                                            |
| 11 | Algirdas Šemeta        | Lituania    | Commissione Barroso II       | 2010 - 2014      | Fiscalità e Unione doganale, Audit e Lotta antifrode                   |
| 12 | Pierre Moscovici       | Francia     | Commissione Juncker          | 2014 - 2019      | Fiscalità e Unione doganale                                            |
| 13 | Paolo Gentiloni        | Italia      | Commissione von der Leyen I  | 2019 - 2024      | Economia                                                               |
| 14 | Piotr Serafin          | Polonia     | Commissione von der Leyen II | 2024 - in carica | Bilancio, Lotta antifrode e Pubblica amministrazione                   |